# إبراهيم الثاني القرماني
الداماد «إبراهيم بك الثاني» (توفي 1464م) كان أحد بكوات (حُكَّام) إمارة قرمان. ساعده العثمانيون ليصعد إلى العرش ثم تحالف سراً مع مملكة المجر ضد العثمانيين خلال الحروب العثمانية في أوروبا. ولكن بعدما عاد السلطان العثماني مراد الثاني إلى الأناضول التمس إبراهيم منه السلام في عام 1435م. ولكن مرة أخرى، فرض إبراهيم حصارًا على مدينة أماسيا العثمانية المهمة، ثم أُجبر في النهاية على رفع الحصار عنها عام 1437م بعد أن دعم العثمانيون أعداءه. وفي عام 1444م عندما بدأ جيش حملة ڤارنا الصليبية في السير إلى العاصمة العثمانية أدرنة، نهب إبراهيم المدن العثمانية في الأناضول مما اضطر السلطان العثماني مراد الثاني أن يوقع على معاهدة سلام أدرنة-سيجيد 1444م مع الصليبيين ثم عاد إلى الأناضول وردَّ القرمانيين، وتبعاً لذلك، أُجبر إبراهيم على التوقيع على معاهدة بشروط لا تطاق (تُسمى sevgendname).
على الرغم من وفاة السلطان العثماني مراد الثاني لاحقاً، تحالف إبراهيم بك مع البندقية ولكنه لم يقاتل العثمانيين ثانية.
أفتى مؤرخ الدولة المملوكية الفقيه الشافعي ابن حجر العسقلاني والفقيه الحنفي سعد الدين ديري بالقاهرة، بوجوب قتل الداماد «إبراهيم بك الثاني» إن لم يتب ويستغفر، بسبب طعنه العثمانيين من الخلف أثناء جهادهم الكفار.

## خلفية
خلال حقبة «ما بعد السلاجقة» في النصف الثاني من العصور الوُسطى، ظهرت العديد من الإمارات التركمانية، والتي تُعرف مجتمعة باسم الإمارات الأناضولية (أو: البكويات)، في الأناضول. في البداية كان القرمان القوة الأكثر أهمية في الأناضول وتمركزوا في مقاطعتي كارامان وقونيا الحديثتين. ولكن مع نهاية القرن الرابع عشر بدأ العثمانيون يسيطرون على معظم الأناضول، مما قلل من تأثير القرمانيين ومكانتهم. ولكن عندما وصلت حملة تيمورلنك إلى الأناضول وهزموا العثمانيين في معركة أنقرة في 20 يوليو 1402م وما تلاها من تشرذم الدولة العثمانية 11 عاماً من الحرب الأهلية والفوضى السياسية (من 20 يوليو 1402م – إلى 5 يوليو 1413م) فيما يُعرف باسم «عهد الفترة العثماني»، انبعث القرمانيون مرة أخرى إلى الوُجود وعادت دولتهم. ومع ذلك، فإن القرمانيون مرُّوا هُم أيضاً بفترة من التشرذم بالتزامن مع «عهد الفترة العثماني»، لذلك لم يتمكنوا من إنهاء الهيمنة العثمانية في الأناضول.

## إبراهيم بك الثاني والعثمانيين
كان إبراهيم بك الثاني هو نجل «محمد بك»، وحارب ضد عمه «علي بك»، وصعد إلى العرش بدعم من العثمانيين عام 1424م. ومع ذلك، فإن مساعدتهم له لم تضمن إخلاصه للعثمانيين،  إذا أنه تحالف سراً مع مملكة المجر ضد العثمانيين.
وخلال الحروب العثمانية في أوروبا، تمكن إبراهيم بك الثاني من الاستيلاء على مدينة «باي شهير» (بالتركية: Beyşehir)‏ من العثمانيين. ولكن في عام 1433م، عاد السلطان العثماني مراد الثاني إلى الأناضول فالتمس إبراهيم السلام في عام 1435م.
ولكن مرة أخرى، بعد فترة وجيزة من السلام، فرض إبراهيم حصارًا على مدينة أماسيا، وهي مدينة عثمانية مهمة، فكان رد فعل السلطان مراد الثاني أن قام بدعم إمارة بني «ذو القدر» للاستيلاء على مدينة قيصري، كما دعم «عيسى» شقيق إبراهيم الثاني، للاستيلاء على مدينة «آق شهير» (بالتركية: Akşehir)‏ من إمارة قرمان، فأُجبر إبراهيم على رفع الحصار عن مدينة أماسيا العثمانية عام 1437م.
خلال السنوات السبع التالية ساد السلام في الأناضول. ولكن في عام 1444م عندما بدأ جيش صليبي كبير (حملة ڤارنا الصليبية) في السير إلى العاصمة العثمانية أدرنة، رأى إبراهيم فرصته ونهب المدن العثمانية في الأناضول بما في ذلك أنقرة وكوتاهية.
اضطر السلطان العثماني مراد الثاني، الذي وقع بين نارين، أن يوقع على معاهدة سلام أدرنة-سيجيد 1444م مع الصليبيين ثم عاد إلى الأناضول وردَّ القرمانيين، وتبعاً لذلك، أُجبر إبراهيم على التوقيع على معاهدة بشروط لا تطاق (تُسمى sevgendname).
على الرغم من وفاة السلطان العثماني مراد الثاني لاحقاً، تحالف إبراهيم بك مع البندقية ولكنه لم يقاتل العثمانيين ثانية.

## الفتوى بقتل الداماد إبراهيم بك الثاني
أفتى مؤرخ الدولة المملوكية الفقيه الشافعي ابن حجر العسقلاني (توفي 1448م) والفقيه الحنفي سعد الدين ديري (توفي 1462م) بالقاهرة، بوجوب قتل الداماد «إبراهيم بك الثاني» إن لم يتب ويستغفر، بسبب طعنه العثمانيين من الخلف أثناء جهادهم الكفار.

## إبراهيم بك الثاني والقوى الأخرى
على الرغم من أن المماليك في مصر دعموا «عيسى»، شقيق إبراهيم الثاني ضد إبراهيم نفسه خلال السنوات الأولى، إلا أن إبراهيم الثاني والمماليك كانوا عادةً في حالة طيبة، ولكن المنافسة على تشوكوروڤا (بالتركية: Çukurova)‏ (قيليقية القديمة) دَمَّرت تلك الصداقة.
استولى إبراهيم على قلعة «كوريكوس» (Corycus) المهمة على ساحل البحر المتوسط (كيزكاليسي حالياً (بالتركية: Kızkalesi)‏) من مملكة قبرص عام 1448م، وقد مكَّنه هذا من غزو بقية تشوكوروڤا. لكن المماليك مع إمارة «بنو رمضان» التركمانية قاموا بالهجوم معاً على إمارة القرمان عام 1456م، لذلك تخلى إبراهيم عن أمله في الاستيلاء على تشوكوروڤا.

## السنوات الأخيرة
خلال سنواته الأخيرة، بدأ أبناؤه يتصارعون على العرش، وكان ولي عهده هو «إسحاق» محافظ سليقية. لكن پير أحمد، الابن الأصغر، أعلن نفسه حاكم قرمان في قونية.
هرب إبراهيم إلى مدينة صغيرة في المناطق الغربية حيث توفي عام 1464م.

## في وسائل الإعلام الشعبية
في فيلم «فتح 1453» لعام 2012م، قام الممثل التركي «أرسلان إزميرلي» (بالتركية: Arslan İzmirli)‏ بلعب دور «إبراهيم القرمانلي».
تم تصويره على أنه «بك»، دَفَعَهُ الإمبراطور قسطنطين الحادي عشر (الممثل: رجب أكتو (بالتركية: Recep Aktuğ)‏) للتمرد ضد الإمبراطورية العثمانية.
وفي وقت لاحق، قرر إبراهيم عقد اتفاق سلام مع السلطان محمد الثاني (الممثل: ديڤريم إيڤين (بالتركية: Devrim Evin)‏).